# Alopecia areata
La alopecia areata es una enfermedad que consiste en la pérdida del pelo en una zona focalizada del cuerpo, generalmente en áreas redondeadas y de tamaño pequeño del cuero cabelludo o de la barba. En la alopecia areata la zona de piel afectada tiene un aspecto normal, no existe inflamación, enrojecimiento, descamación ni otro tipo de anomalías, lo cual la diferencia de otras alopecias.

## Epidemiología
Puede afectar a ambos sexos y aparecer en cualquier época de la vida, aunque se producen más casos en niños y adolescentes varones.

## Etiología
La alopecia areata es una enfermedad autoinmune considerada de origen multifactorial, es decir, existen diversos factores que pueden influir en su aparición. Con frecuencia hay antecedentes familiares, por lo que se considera que existe predisposición genética. También parece estar implicada la inflamación neurogénica, que provoca activación de los nervios del dolor o inflamación local. Se ha comprobado que se desarrolla un mecanismo autoinmune, pues se produce una acumulación de linfocitos T CD8+ alrededor del folículo piloso, lo cual provoca la paralización en el desarrollo del pelo y su posterior caída.
Los genes implicados también están asociados a otras enfermedades autoinmunes, tales como la enfermedad celíaca, la diabetes mellitus tipo 1 y la artritis reumatoide. La alopecia areata puede ser la única manifestación de una enfermedad celíaca no reconocida ni diagnosticada, en ausencia de síntomas digestivos o de otro tipo.

## Clasificación
Hay varios tipos de alopecia:
- Alopecia areata en placa única: Se presenta una sola zona afectada generalmente situada en el cuero cabelludo y de tamaño reducido. Es la presentación más habitual.[1]
- Alopecia areata en placa múltiple: Es similar a la anterior, pero con varias placas que con el paso del tiempo pueden llegar a unirse y formar una sola de tamaño mucho mayor.[1]
- Alopecia areata total: La pérdida de cabello afecta a la totalidad del cuero cabelludo, produciendo calvicie completa.[1]
- Alopecia areata universal: La afección se extiende a todo el pelo del cuerpo, incluido el vello axilar, pubiano, cejas y pestañas.[1]
- Alopecia areata difusa o incógnita: En esta presentación poco frecuente, la pérdida de cabello es difusa y no está localizada en una placa, por lo que puede resultar muy complicado diferenciarla de la alopecia androgénica de patrón femenino.
- Alopecia areata para el cabello oscuro: Esta forma de presentación es inusual y se caracteriza porque la enfermedad respeta los cabellos no pigmentados o canas, perdiéndose únicamente el pelo de color normal. Como consecuencia da la impresión visual de que el sujeto ha encanecido bruscamente en un corto plazo de tiempo, este fenómeno suele producirse en circunstancias en que el individuo vive una situación de gran estrés. A veces se le denomina alopecia areata tipo María Antonieta si se produce en mujeres, o tipo Tomas Moro si afecta a varones.[5][6]

## Diagnóstico diferencial
Existen numerosos tipos de alopecia que deben distinguirse de la alopecia areata. Algunos de los más frecuentes son la tricotilomanía (alopecia areata de pestañas), tiña de la cabeza, el síndrome del cabello anágeno suelto, la alopecia secundaria a la sífilis y la alopecia que aparece tras picaduras de garrapata.

## Pronóstico
La enfermedad no tiene consecuencias graves, salvo desde el punto de vista psicológico, pues no existe ningún tipo de complicación ni aumento de la mortalidad. Es habitual que alternen largos periodos de mejoría con otros de empeoramiento.
Algunas personas presentan únicamente una o dos placas de pérdida de cabello que en muchos casos vuelve a crecer espontáneamente en un periodo de tiempo inferior a un año. Sin embargo la evolución de la enfermedad es impredecible y muy variable. Según los estudios que se han realizado, el 50% de los pacientes recuperan el crecimiento del cabello en la zona afectada en menos de un año sin ningún tipo de tratamiento. Alrededor del 10% de los enfermos tienen afectación severa o muy severa.

## Tratamiento
La elección del tratamiento adecuado depende fundamentalmente de la extensión de las lesiones. Cuando predominan las lesiones parcheadas poco extensas, se suelen emplear productos tópicos, como soluciones de minoxidil al 2% o 5%, cremas o champús con corticosteroides, antralina o terapias combinadas. Cuando las lesiones son extensas, a los anteriores tratamientos se puede sumar terapia con láser, tratamientos biológicos, corticosteroides por vía oral o inmunosupresores, como la ciclosporina o el metotrexato.
En los casos en los que la alopecia areata aparece asociada a la enfermedad celíaca, el tratamiento con la dieta sin gluten suele permitir la recuperación completa y permanente, con crecimiento del cabello perdido y del vello corporal, sin que se produzcan nuevas recaídas. Esta recuperación se atribuye a la normalización de la respuesta inmune.